# Sybaris

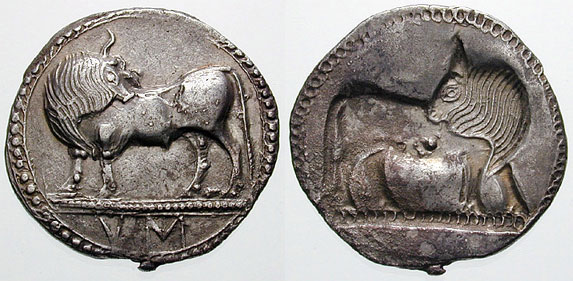
Een nomos, een zilveren munt van Sybaris (ca. 550-510 v.Chr.)

Sybaris (Grieks: Σύβαρις) is de naam van een Oud-Griekse stad in Zuid-Italië (zie ook Magna Graecia), gelegen aan de Golf van Tarente. Tegenwoordig wordt de plaats Sibari genoemd.
Zij werd rond 720 v.Chr. gesticht door kolonisten uit Achaea en Troezen, die zich vestigden in de alluviale kustvlakte bij de monding van de rivieren Crathis en Sybaris. Door haar ligging in een vruchtbare omgeving leverde de stad veel landbouwproducten en zij verwierf een bijzonder grote welvaart door de overzeese handel, vooral met Milete. Op het hoogtepunt van zijn macht (omstreeks 570 v.Chr.) beheerste Sybaris een groot territorium, dat 25 steden en vier volkeren omvatte. Een handelsroute verbond het met de dochterstad Paestum. De weelde en de genotzucht van de Sybarieten was in de Oudheid spreekwoordelijk, zozeer dat 'sybariet' een synoniem werd van 'decadente wellusteling', dat ook in de moderne talen wel gebruikt werd.
Op die manier geraakte de stad in een moordende concurrentiestrijd gewikkeld met Crotona, dat minder gunstig lag wegens het ontbreken van een achterland. Een gewapend conflict in 510 v.Chr. leidde tot de verwoesting van Sybaris en de verdrijving van zijn bewoners. De rivier Crathis werd zelf voor de gelegenheid omgeleid over het stadsgebied heen.
In 444 v.Chr. stichtten afstammelingen van de oude kolonisten nabij de ruïnes van Sybaris onder Atheense leiding de panhelleense kolonie Thourioi. In 194 v.Chr. ten slotte werd op dezelfde plaats de Romeinse colonia Copia gevestigd.
Systematische opgravingen sinds 1932 hebben onder meer aangetoond dat de verwoesting in 510 niet zo compleet is geweest als de antieke bronnen doen geloven.